# Blood Blockade Battlefront
Kekkai Sensen (яп. 血界戦線 Кэккай Сэнсэн, досл. «Кровавый круг - линия фронта») — японская сёнэн-манга, автором которой является Ясухиро Найто. Манга изначально выпускалась раз в два месяца в журнале Jump SQ.19 с февраля по август 2009 года, а после его закрытия — в Jump Square.
По мотивам манги студией Bones был выпущен аниме-сериал, который транслировался по телеканалу MBS с 5 апреля по 4 октября 2015 года. Всего было выпущено 25 серий аниме.

## Сюжет
Незадолго до основных событий прямо в центре Нью-Йорка открывается портал, в результате чего город становится общим пространством миров — человеческого и некоего потустороннего. Чтобы остановить дальнейшее распространение иного мира, сильнейшие маги Земли создают вокруг города волшебный барьер, изолирующий территорию бывшего Нью-Йорка от остального мира, и превращающий её таким образом в причудливый «плавильный котёл», где нахлынувшие всевозможные монстры сосуществуют с остающимися там людьми, а обычная повседневная жизнь пронизана всякой разной паранормальщиной, зачастую катастрофического характера. С той поры место это получает название Новый Иерусалим (яп. ヘルサレムズ・ロット Херусаремузу ротто) (в японском, где нет звука «л», первое слово в этом названии от Иерусалима по звучанию отличается только лишь добавленным звуком «х» в самом начале слова; смысл же названия при этом отличается диаметрально — «Лот Адского Салема»). В Новом Иерусалиме действует объединяющая людей со сверхспособностями тайная организация «Либра», главная задача которой заключается в защите городского спокойствия, насколько это возможно, в экстраординарных случаях, чреватых нередко апокалиптическим развитием событий. Однажды в организацию по случайной ошибке попадает неприметный парень по имени Леонардо Уотч, к удивлению членов Либры обладающий «Всевидящими Глазами Бога», что дают своему носителю разные чрезвычайно мощные способности ви́дения. Однако Леонардо ещё очень молод и неопытен, потому постоянно попадает в разные передряги.

## Список Персонажей
Леонардо Уотч (яп. レオナルド・ウォッチ Рэонарудо Вотти)
Сэйю: Дайсукэ Сакагути
Главный герой истории. Со стороны непримечательный и добродушный парень с постоянным прищуром. Приехал в Новый Иерусалим чтобы узнать, как можно помочь своей младшей сестре Мишелле Уотч . До начала основного сюжета, при посещении Нового Иерусалима существо, известное как Рига эль Менухют, дало ему «Всевидящими Глазами Бога», ценой зрения его младшей сестры. С помощью глаз Леонардо способен различать ауру людей, видеть замаскированных монстров и временно лишать противников координации. Однако в бою Леонардо слаб, за что над ним часто издевается Запп.
Клаус фон Райнхерц (яп. クラウス・V・ラインヘルツ Кураусу Фон Райнхэруцу)
Сэйю: Рикия Кояма
Лидер организации Либра, а так же молодой глава благородного семейства Рейнхерц. Имеет звероподобную внешность и выступающую нижнюю челюсть и, несмотря на это, ведёт себя, как истинный джентльмен, стремится вести себя с окружающими сдержанно и вежливо. Обладает непоколебимой волей. Из-за своей натуры он склонен чрезмерно напрягать себя, беспокоясь о безопасности других, и часто подвергать себя большому риску, ради спасения окружающих. В бою использует «Стиль жажды крови кровавого боевого искусства», позволяющий ему создавать большое, крестообразное оружие для атаки, защиты и даже запечатывания врагов. Техника имеет множество вариаций.
Запп Ренфро (яп. ザップ・レンフロ Дзаппу Рэнфуро)
Сэйю: Кадзуя Накаи
Член организации Либра и самый частый напарник Леонардо. Издевается над ним, постоянно унижая. Легко раздражается, быстро теряет самообладание, и его действия часто доставляют ему и другим неприятности. Несмотря на это, он по своему переживает за товарищей, и поэтому был назначен партнером  Лео. Жуткий бабник, проводящий много времени в борделях. Также каждый раз при встрече с Клаусом пытается ударить его, но оказывается сражённым лишь одним кулаком Клауса. Помимо этого крайне грубо с ним обращается и Чейн, которая может запросто прыгнуть на голову или живот Заппа, зачастую имея на это весомые причины. Сам Запп называет Чейн «волчицой». В бою Запп использует «Технику Крови Большой Медведицы», которая позволяет ему манипулировать своей кровью превращая ее в лезвия или нить, которую он может затем зажечь.
Чейн Сумэраги (яп. チェイン・皇 Тэин Сумэраги)
Сэйю: Ю Кобаяси
Член организации Либра и «Бюро Оборотней». Девушка-оборотень. Носит чёрный костюм и показывает садистские наклонности, особенно к Заппу. Не равнодушна к Стивену Эй Старфейсу. Известна как «Невидимый оборотень», однако ее способность заключается в том, что девушка стирает свое присутствие, позволяя ей проходить сквозь стены. Хотя это делает ее хорошим разведчиком, при слишком сильном «размытии», Чейн может полностью стереть свое существование. Единственный способ противостоять этому эффекту - использовать ее личный жетон, «связь с миром» (цепью), к которой она хочет вернуться. В случае с Чейн, жетоном является ситуация, при которой Стивен Эй Старфейс внезапно навещает её.
Стивен Эй Старфейс (яп. スティーブン・A・スターフェイズ Сути:бун Э: Сута:фэйдзу)
Сэйю: Мицуру Миямото
Член организации Либра. Заместитель Клауса. Симпатичный мужчина со шрамами на лице и красной татуировкой на правой стороне тела. Таинственный персонаж, однако довольно благородный и веселый. Имеет множество связей в городе, некоторые из которых выглядят весьма подозрительно. Использует технику «Кровавая заморозка Эсмеральды», которая позволяет ему снизить температуру его крови для того, чтобы заморозить цели.
К.К (яп. K・K КК)
Сэйю: Ай Орикаса
Член «Либры». Весёлая и уверенная в себе женщина, К.К. всегда волнуется за своих товарищей и всячески о них заботится. Больше всего в жизни любит и ценит своего младшего сына. Мрачнеет и теряет былую жизнерадостность, только когда находится в команде со Стивеном; открыто его недолюбливает и называет «Лицом со шрамом». Её способность позволяет ей стрелять из оружия электрическими зарядами, с помощью своей крови.
Дельдро Броди и Дог Хаммер (яп. デルドロ・ブローディ ＆ ドグ・ハマー Дэрудоро Буро:ди & Догу Хама:)
Сэйю: Кэйдзи Фудзивара / Мамору Мияно
Дельдро Броди и Дог Хаммер являются носителями одного тела, а точнее Дельдро Броди является живой кровью в теле Дога Хаммера. Сам Дог является человеком, наделённым красивой внешностью, а Дельдро был когда-то монстром и возлюбленным Алигулы. Алигула также влюбилась и в Дога, и поэтому решила «скрестить» их, перемолов тело Дельдро в кровь, и перелив её в тело Дога. С тех пор Дог с Дельдро скрываются в страхе попасть в лапы Алигулы. Во время боя Дельдро может временно покрывать тело Дога большой бронёй «Кровавый доспех» и наделять его огромной физической силой и выносливостью.
Зед О'Брайн (яп. ツェッド・オブライエン Цэддо Обураиэн)
Сэйю: Хикару Мидорикава
Как и Запп — ученик Раджу. Монстр, внешне похож на амфибию, несмотря на это очень сдержан и вежлив. Запп же не упускает возможности поиздеваться над Зедом, например постоянно намекая на его «родство с рыбами» или отмечая, что для него питаться рыбой — равносильно каннибализму.  Он очень начитан, часто изучает книг в свободное время из-за того, что в прошлом его создатель, неизвестный граф, много говорил с ним о поэзии и музыке, искусстве и науке, философии, астрономии. Кроме того, он испытывает сильное чувство одиночества, поскольку он единственный в своем роде, поскольку он гетероморф, наполовину рыба наполовину челове. Однако находит друзей в «Либре». Использует ту же технику, что и Запп, позволяющая ему манипулировать своей кровью в виде трезубцев (вместо мечей) или нитей, которые он затем может усилить, направляя ветер.
Гилберт Эф. Альтштайн (яп. ギルベルト・F・アルトシュタイン Гирубэруто Эфу Арутосютаин)
Сэйю: Бандзё Гинга
Член организации Либра и приближенный дворецкий Клауса. Покрыт почти полностью бинтами. Обладает отличными боевыми навыками и может быстро регенерировать. Владеет большим арсеналом огнестрельного оружия и управляет большей частью своей разведывательной сети.
Блитц Ти. Абрамс (яп. ブリッツ・Ｔ・エイブラムス Буриттусу Ти: Эибурамусу)
Сэйю: Акио Оцука
Бывший учитель Клауса и знаменитый охотник на вампиров. Он также известен, как «Счастливчик Абрамс», так как когда-то на него вампиры наложили проклятие невезения, которое однако не может убить Абрамса из-за его «везучести». Однако проклятие действует на находящихся рядом с Абрамсом, по этой причине рядом с ним опасно находиться и из-за этого Абрамс был выгнан из организации. Позже Абрамс возвращается на коротко, чтобы помочь главным героям в поимке вампиров.
Патрик (яп. パトリック Паторикку)
Сэйю: Унсё Исидзука
Агент «Либры» под псевдонимом «Арсенал». Несмотря на то, что Патрик — торговец оружием, ему совсем не нравится им пользоваться, да и вообще драться. Он предпочитает расслабляться, пока с помощью его товара творят хаос.
Нейка (яп. ニーカ Ни:ка)
Сэйю: Рэйна Уэда
Ассистентка Патрика, также член «Либры». Молодая девушка, всегда сопровождающая Патрик, что подразумевает тесные дружеские или рабочие отношения. Она показана очень прожорливой.
Люциана Эстевес (яп. ルシアナ・エステヴェス Рушиана Эсте-Эсу)
Сэйю: Маая Сакамото
Член "Либры". Врач "Призрачной больницы", ранее была человеком. Во время Великого коллапса Магра де Грана дал ей способность клонирования, чтобы она могла спасти всех в больнице. Она способна разделить себя на многочисленные копии, которые выглядят как дети.
Фемт (яп. フェムト Фэмуто)
Сэйю: Акира Исида
Вампир, самопровозглашённый правитель Хеллсалимс-Лота. Является одним из Тринадцати Королей - «Король Разврата» (яп. 堕落王 Дараку-о:) и глава крупной бандитской организации в Новом Иерусалиме. До основных событий являлся главной головной болью для членов Либры. Безумный садист. Несмотря на свою жестокую натуру, Фемт, прежде всего, хочет развлечений и всегда дает человечеству шанс на выживание.
Алигула (яп. アリギュラ Аригура)
Сэйю: Сатоми Короги
Она же Королева Мономании (яп. 偏執王 Хэнсю-о:), член преступной группировки, куда входит Фемт. Девушка-циклоп и вампир. Имеет инфантильные и садистские наклонности и впадает в истерику, когда что-то идёт не по её плану. Любит «плохих парней» и поэтому когда-то была девушкой монстра по имени Дельдро Броди. Однако Дельдро, как монстр, обладал страшной внешностью, что сильно мешало Алигуле. Позже она влюбилась в красивого парня по имени Дог Хаммер, но тот по её мнению не был достаточно злым. Поэтому Алигула поймала обоих и скрестила против их воли в одном теле. Дельдро вместе с Догом сбежали от Алигулы и с тех пора она не прекращала заниматься их поиском. В конце концов, чтобы вразумить Алигулу, Догу и Дельдро пришлось напасть на неё для самозащиты.
Мишелла Уотч (яп. ミシェーラ・ウォッチ Мисэ:ра Вотти)
Сэйю: Нана Мидзуки
Младшая сестра Леонардо — инвалид: с детства не могла ходить. Как за плату ослепла из-за демона, который дал Леонардо «глаза бога». Она появляется в конце второго, когда звонит Лео и навещает его в Новом Иерусалиме, чтобы объявить о своей помолвке с Тоби Макафлином. Мишелла ласково называет брата своим «Рыцарь-черепаха», потому что Лео никогда не убегает, даже если он не может двигаться, даже если он в растерянности, он преодолеет все, чтобы сделать шаг вперед.
Дэниел Лоу (яп. ダニエル・ロウ Даниэру Роу)
Сэйю: Юя Утида
Лейтенант отделения полиции Нового Иерусалима, работающий вместе с «Либрой». В обмен на то, что он не арестовал членов «Либрой» за незаконную деятельность, он просит сотрудничать и помогать при необходимости.
Дон Арлелле Эрука Фульгрош (яп. ドン・アルルエル・エルカ・フルグルシュ Дон Арурэруэру Эрука Гуругурусю)
Сэйю: Сёдзо Иидзука
Могущественный монстр, обладающий огромной властью и влиянием в политике. Любит играть в шахматы и почти всегда выигрывает благодаря большому мозгу, его партии могут длится по несколько дней. Если же человек выигрывает, то Дон даёт ему обещанное вознаграждение, вплоть до атомного оружия, в противном случае Арлелле может забрать у проигранного жизнь.
Амагранофф Луозонтам Оув Ле Недж (яп. アマグラナフ・ルォゾンタム・ウーヴ・リ・ネジ Амагуранафу Родзонтаму У:ву Ри Нэдзи)/Недж
Сэйю: Икуэ Отани
Маленький и бездомный монстрик, похожий на гриб. Живёт на улице и обожает гамбургеры. Однажды привязался к Леонардо и даже подружился с ним. Ничего не помнит о своём прошлом, даже о матери. Позже выясняется, что при душевных страданиях Недж высвобождает споры, вызывающие амнезию у окружающих и в том числе у Неджа. Таким образом Недж лишён всех плохих воспоминаний. В конце концов он забывает и о Леонардо, когда обоих били битами продавцы-аферисты. Но вновь знакомится с Лео, оставаясь впоследствии его другом.
Раджу Джугей Сицуёси (яп. 裸獣汁外衛賤厳 Радзю Гзю:гэ: Сицуёси)
Сэйю: Хидэкацу Сибата
Легендарный основатель магии крови и один из самых могущественных волшебников в мире. Среди остальных ходят слухи, что именно из-за него в год погибает по несколько вампиров-старейшин, хотя сам Раджу этого не признает. Может использовать свою кровь, как нити-лезвия, создавать барьеры и множество других вещей. Однако бесконечные бои стоили ему правой руки и нижней части тела, из-за чего он вынужден поддерживать магию крови круглосуточно, чтобы не умереть. Был учителем Заппа и Зеда и держал обоих в «ежовых рукавицах», подвергая самым опасным и смертельным испытаниям.
Уайт (яп. ホワイト Ховаито)/Мэри Макбет (яп. メアリー・マクベス Мэари: Макубэсу)
Сэйю: Риэ Кугимия
Таинственная девушка, с которой Леонардо познакомился в больнице. Парень сразу стал испытывать к ней привязанность, так как та похожа на его сестру Мишеллу. Она знает о страшной тайне Уильяма, что тот делит тело с духом вампира. Однажды Король Отчаяния потребовал от Мэри захватить Леонардо в обмен на свободу её брата и Мэри так поступает, но в конце концов она жертвует своей силой, данной ей, чтобы не умереть, чтобы спасти брата и остальной город от апокалипсиса.
Блэк (яп. ブラック Буракку)/Уильям Макбет (яп. ウィリアム・マクベス Уириаму Макубэсу)
Сэйю: Риэ Кугимия
Старший брат Мэри. Заботится о ней. Одержим духом Короля Отчаяния (яп. 絶望王 Дзецубо:-о:), что превратил его в вампира. Уильям согласился стать одержимым, чтобы спасти Мэри от смерти. С тех пор двуличный Уильям стал вести двойную жизнь — как любящий брат и как один из вампиров-старейшин. Основная способность заключается в голубом пламени, что дает ему многочисленные возможности. К концу истории личность вампира стала преобладать и даже пригрозила Мэри, что душа Уильяма будет окончательно уничтожена, если та не поймает Леонардо. В конце концов Уильям благодаря жертве Мэри освобождается от духа.
Король Отчаяния (яп.  絶望王  Дзецубо:-о:)
Сэйю: Риэ Кугимия
Вампир, является одним из Тринадцати Королей и главным антагонистом первого сезона. После Великого коллапса он разделил тело с Уильямом. Король Отчаяния безмятежен, хитёр и не уважает других. Согласно словам Фемта, он существует со времен Древнего Рима, и от людей получило много имен, таких как «Падший», «Синий», «Король отчаяния», «Дьявол» и «Сторож». Всегда был лишь наблюдателем истории, поэтому хотел лично устроить ещё один коллапс.

## Медиа-издания

### Манга
Выход пилотной главы манги состоялся в 2008 году под названием Kekkai Sensō. В главе было задействованы лишь некоторые из персонажей основной серии. Сам сюжет тоже значительно отличался и делал основной акцент на охоту за вампирами в современном городе. Публикация основной серии началась 5 января 2009 года в журнале Jump Square под названием Kekkai Sensen − Mafūgai Kessha (яп. 血界戦線 -魔封街結社- Кэккай Сэнсэн — Мафу:гай Кэсся) и публиковалась вплоть до 4 марта 2009 года. В октябре того же года в журнале Jump SQ.M была выпущена одиночная глава манги. Выход серий манги возобновился в мае 2010 года в журнале Jump SQ.19 и продолжался до 19 февраля 2015 года, после чего выход возобновился в июле 2015 года в журнале Jump SQ Crown.
Первый танкобон был выпущен 4 января 2010 года, а десятый и последний 3 апреля 2013 года. Манга также была лицензирована американской компанией Dark Horse Comics для выпуска на территории США.

### Список глав
| № | Дата публикации     | ISBN                   |
| --- | ------------------- | ---------------------- |
| 1 | 4 января 2010       | ISBN 978-4-0887-4723-1 |
| - 1. "Those Shrouded In Fog" (яп. ) - 2. "Watchman Leo" (яп. ) - 3. "Catastrophe" (яп. ) - 4. "Follow That Phantom Ghost Wagon!" (яп. 幻のゴーストワゴンを追え Maboroshi no gosuto wagon wo oe) |                     |                        |
| 2 | 4 ноября 2010 года  | ISBN 978-4-0887-0109-7 |
| - 5. "A Game Between Worlds" (яп. 二つの世界の間のゲーム Futatsu no sekai no ma no gēmu) - 5.5. "Tonio Andretti's Final Nineteen Hours" (яп. ) - 6. "Bloodline Fever" (яп. ) |                     |                        |
| 3 | 2 мая 2011 года     | ISBN 978-4-0887-0228-5 |
| - 7. "Day In, Day Out" (яп. ) - 7.5. "Pandorum Asylum Rhapsody" (яп. ) - 8. "The Tremorous Blood Hammer" (яп. 震撃の血槌 Shingeki no Blood Hammer) |                     |                        |
| 4 | 2 декабря 2011 года | ISBN 978-4-0887-0339-8 |
| - 9. "E-den of Master Fighters" (яп. ) - 10. "One Butler's Blitzkreig" (яп. ) - 10.5. "Cherchez L'idole" (яп. ) |                     |                        |
| 5 | 4 июня 2012 года    | ISBN 978-4-0887-0435-7 |
| - 11. "Don't Forget To Don't Forget Me" (яп. ) - 12. "Zap's Longest Day Part 1" (яп. Zの一番長い日 前編) - 13. "Zap's Longest Day Part 2" (яп. Zの一番長い日 後編) |                     |                        |
| 6 | 4 декабря 2012 года | ISBN 978-4-08-870558-3 |
| - 14. "Lunge!! Launch!! Lunch!!" (яп. ) - 15. "Werewolf Mission (Chain Possible)" (яп. ) - 16. "The Outlaw Of Green" (яп. ) |                     |                        |
| 7 | 4 июня 2013 года    | ISBN 978-4-0887-0868-3 |
| - 17. "Desperate Fight In The Macro Zone Part 1" (яп. ) - 18. "Desperate Fight In The Macro Zone Part 2" (яп. ) - 19. "Escape From Pain: Chain Reaction" (яп. ) |                     |                        |
| 8 | 4 декабря 2013 года | ISBN 978-4-0887-0869-0 |
| - 20. "King of the King of Restaurants" (яп. 王様のレストランの王様 Ōsama no Resutoran no Ōsama) - 21. "Phantom World Ward Rises Part I" (яп. 幻界病棟ライゼズ（前編） Maboroshi-kai Byōtō Raizezu (Zenpen)) - 22. "Phantom World Ward Rises Part II" (яп. 幻界病棟ライゼズ（後編） Maboroshi-kai Byōtō Raizezu (Kōhen)) |                     |                        |
| 9 | 4 июня 2014 года    | ISBN 978-4-0888-0078-3 |
| - 23. "Gill Breathing Blues Part I" (яп. 鰓呼吸ブルース（前編） Era Kokyū Burūsu (Zenpen)) - 24. "Gill Breathing Blues Part II" (яп. 鰓呼吸ブルース（後編） Era Kokyū Burūsu (Kōhen)) - 25. "Bratatat Mom" (яп. ) |                     |                        |
| 10 | 3 апреля 2015       | ISBN 978-4-0888-0233-6 |
| Главы 26-30 |                     |                        |

### Аниме
О предстоящем выходе аниме-сериала было объявлено в мае 2014 года. Тогда стало известно, что разработкой аниме-сериала занимается студия Bones, а режиссёром выступает Риэ Мацумото. Аниме также было лицензировано компанией Funimation Entertainment для показа на своём официальном сайте. Премьера аниме состоялась 4 апреля 2015 года, а выход последней серии должен был состояться 4 июля того же года, однако в него не смог вместиться основной сюжет манги, и поэтому удлинённая версия серии была выпущена 4 октября 2015 года. Сериал был лицензирован компанией Madman Entertainment и AnimeLab для показа на английском языке.
В аниме используются две музыкальные темы: в начале «Hello, World!» исполняет Bump of Chicken, а концовку — «Sugar Song to Bitter Step» исполняет Unison Square Garden.
| 1 | Secret Society of the Magic-Sealed City «Мафуугай кэсся» (魔封街結社)                     | 5 апреля 2015 года  |
| Леонардо Уотч — молодой парень, обладающий «глазами бога». Он случайным образом попадает в штаб-квартиру Либры, став их новым объектом интереса. |                                                                                           |                     |
| 2 | After the Phantom Ghost Wagon «Мабороси но госуто вагон во оэ» (幻のゴーストワゴンを追え) | 12 апреля 2015 года |
| Банда монстров похищает Леонардо из-за его глаз. Члены Либры пытаются спасти парня. |                                                                                           |                     |
| 3 | A Game Between Two Worlds «Футацу но сэкай но ма но гэму» (二つの世界の間のゲーム)        | 19 апреля 2015 года |
| Либра узнаёт у крупной поставке наркотиков в город. Чтобы предотвратить из распространение по городу, Клаусу приходится сразиться в интеллектуальной схватке по шахматам с известным монстром Доним Арлелле Эрукой Фульгрошом. Тем временем Леонардо знакомится с таинственной беловолосой девушкой. |                                                                                           |                     |
| 4 | Blood Line Fever                                                                          | 25 апреля 2015 года |
| Либра подозревает, что вампиры усиливают в городе свою активность в городе. Леонардо с помощью своих глаз замечает большое количество вампиров. В город прибывает Абрам, знаменитый охотник на вампиров.                                                                                             |                                                                                           |                     |
| 5 | The Tremorous Blood Hammer «Сингэки но Бураду Хамма» (震撃の血槌)                         | 2 мая 2015 года     |
| Алигула, также известная, как «королева Мономании» пытается найти своих бывших возлюбленных: Дельдро и Дога, которых она когда то скрестила в одном теле. Во время погони за ними, Алигула захватывает Леонардо. Тем временем Дельдро с Догой удаётся дать отпор Алугуле.                            |                                                                                           |                     |
| 6 | Don't Forget to Don't Forget Me                                                           | 9 мая 2015 года     |
| Леонардо встречает маленького монстра по имени Недж, который живёт на улице и любит гамбургеры. Лео дружится с Неджом. Однако тот становится мишенью недобросовестных продавцов, которые прежде за огромные деньги продавали ему гамбургеры, пользуясь тем, что Недж без промедления их покупал.     |                                                                                           |                     |
| 7 | A No-Holds-Barred Eden «Кэнкяку но Эден» (拳客のエデン)                                   | 16 мая 2015 года    |
| Заппа похищают и чтобы освободить его, Клаус должен на ринге победить всех противников. Клаусу доставляет удовольствие драться на арене. Впоследствии выясняется, что силу Клауса проверял один из старейшин вампиров, который управлял трупом владельцем арены.                                     |                                                                                           |                     |
| 8 | Z's Longest Day (Part 1) «Дзэ но Итиабн Нагай Хи (Дзэнпэн)» (Zの一番長い日 前編)          | 23 мая 2015 года    |
| Запп пристаёт к девушке и сам сильно толстеет. На город нападает вампир и с ним сражается Раджи — могущественный маг и учитель Заппа. Раджи недоволен физическим состоянием Заппа и требует его добить вампира, запечатав его в барьере вместе с Заппом.                                             |                                                                                           |                     |
| 9 | Z's Longest Day (Part 2) «Дзэ но Итиабн Нагай Хиi (Кохэн)» (Zの一番長い日 後編)           | 30 мая 2015 года    |
| Раджи вместе с Клаусом добивают остальную часть тела вампира и покидает поле битвы, оставляя в городе своего второго ученика — Зеда. |                                                                                           |                     |
| 10 | Run Lunch Run, To The End (ラン!ランチ!!ラン!!!／to the end.)                             | 6 июня 2015 года    |
| Лео, Запп и Зед пытаются найти нормальный ресторан, но их поиски оказываются четными. Уайт по требованию Блека предаёт Лео и нападает на него. |                                                                                           |                     |
| 10.5 | Even These are the Best and the Worst Days Ever (それさえも最低で最高な日々)              | 13 июня 2015 года   |
| Серия показывает прошлое Уайт и Блека, где они жили счастливо с родителями. Блек обладал огромными магическими способностями, однако никогда не использовал их против других, а Уайт была больной и должна была ещё не долго прожить.                                                                |                                                                                           |                     |
| 11 | Paint it Black                                                                            | 20 июня 2015 года   |
| Лео оказывается в плену у Короля Отчаяния, который с помощью глаз Лео собирается вызвать апокалипсис в Хеллсалимс-Лоте. |                                                                                           |                     |
| 12 | Hello, World!                                                                             | 4 октября 2015 года |
| Члены Либры пытаются спасти Лео. Тем временем главный герой лично противостоит вампиру. В конце концов Уайт жертвует своей жизнью, чтобы изгнать дух вампира из Блека и спасти город. |                                                                                           |                     |

## Критические отзывы и влияние
Манга Blood Blockade Battlefront получила в основном положительные отзывы от критиков. Дастин Кэйбл из сайта Comic Bastards отметил, что «Сюжет манги очень силён, а диалоги остроумны». Критик также отметил, что манга по началу казалась ему странной, но он к этому быстро привык, заявив, что Battlefront стала одной из его любимейших манг. Бриджит Альверсон из сайта MTV Geek раскритиковала художественный подход к манге, заявив, что его сложно понять. Хотя Бриджит и признала, что это скорее дело вкуса. С другой стороны критик рекомендует манги тем, кто любит много битв и действий в сюжете. Джон Роус из сайта The Fandom Post похвалила сериал за его дизайн монстров, что обязательно должно понравится фанатам Тригана, а также главный герой. Несколько томов манги занял высшие строчки в списке самой продаваемой манги.
Аниме-адаптация также получила положительные отзывы критиков. Хоуп Чапманн, представитель Anime News Network похвалил студию Bones за проведённую работу и удачный кастинг. Также критику понравилось развитие сюжета в аниме, которое продолжает удерживать интерес и интригу. Анимация с музыкой тоже остаются на высоте. Джериус Тейлор из Fandom Post назвал аниме до смешного странным. Рейчел Веррет, писатель журнала The Mary Sue дала сериалу высший балл и похвалила сюжет за её энергичность и юмор, который не угасает до самого конца сериала. Критик сравнила аниме с Baccano!. В другом обзоре «3 причины, почему аниме Blood Blockade Battlefront стало лучшим аниме весеннего сезона в 2015 года» критик назвала аниме самым классным милым, глубоким аниме-сериалом, которое она видела в последние годы.
Первое DVD-издание в Японии разошлось в 4,784 копий сразу после выпуска, а Blu-ray издание разошлось в 12,171 копий за первую неделю. Аниме получило в 2015 году приз от журнала Newtype в категории лучшей музыки и лучшего маскота.